# مایکوباکتریوم آسیاتیکوم
مایکوباکتریوم آسیاتیکوم (Mycobacterium asiaticum)، مایکوباکتریوم کند رشد و فتوکروموژن است که اولین بار در سال ۱۹۶۵ از میمون‌ها جدا شد. باکتری به ندرت در انسان عفونت ریوی ایجاد می‌کند. باکتری، کلنی‌های زرد رنگ و دیسگونیک (Dysgonic) تولید می‌کند.